# Parafia św. Jana Chrzciciela w Liścu Wielkim
Parafia Świętego Jana Chrzciciela w Liścu Wielkim – parafia rzymskokatolicka, znajdująca się w diecezji włocławskiej, w dekanacie tuliszkowskim. 